# ZIPANG (HYDEの曲)
「ZIPANG」（ジパング）は、日本のロックバンド・L'Arc〜en〜Ciel、VAMPSのボーカリストで、シンガーソングライターであるHYDEの11作目のシングル。2019年2月6日発売。発売元はVirgin Music。

## 解説
前作「FAKE DIVINE」から約3ヶ月ぶりとなるシングル。なお、本作は前作に続き5度目となるタイアップ楽曲を含まないシングルとなっている。
本作の表題曲「ZIPANG」は、古き良き日本をイメージして制作されたバラードソングになっており、歌詞には古語が用いられている。この曲は、翌年に発表される4thアルバム『ANTI』の中盤で緩急をつけるために制作された楽曲となっている。HYDEはこの曲を制作することにした経緯について「ずっとアッパーな曲ばかりだとつまらないので、谷間を必ず1つは作るんですけど、どうせ体が止まるんだったら、外国人に日本のメロディというものを見せてやろう、と思って」と述べている。なお、この曲の制作にはニコラス・ファーロンが共同プロデューサーとして参加している。また、HYDEは古語を取り入れた歌詞について「日本人であるアイデンティティを上手く出せたらいいなと思って作ったんですよね。日本の旋律に、日本というものを表す歌詞を載せて」と述べている。余談だが、この曲の仮タイトルは、HYDEが京都に訪れたときに楽曲の着想を得たことから、「KYOTO」と名付けられていた。
ちなみにこの曲の制作には、YOSHIKI（X JAPAN）がピアノで参加している。そして正式な発売日が決定された際に、この曲に付されるアーティスト名義が"HYDE"単独名義から"HYDE feat. YOSHIKI"へと変更されることになった。余談だが、HYDEとYOSHIKIのコラボレーションは、2018年10月3日に発表された"YOSHIKI feat.HYDE"名義のシングル「Red Swan」（作詞・作曲：YOSHIKI）以来2度目のことになる。
なお、この曲は、2021年7月31日・8月1日に京都・平安神宮で開催したオーケストラコンサート「20th Orchestra Concert 2021 HYDE HEIANJINGU」において篳篥や龍笛、笙、羯鼓、大太鼓、鉦鼓、楽筝、楽琵琶といった雅楽の音色を加えたリアレンジバージョンで披露されている。このリアレンジバージョンは、15thシングル「NOSTALGIC」のカップリングに「ZIPANG -HEIANJINGU ver.-」というタイトルで音源化されている。
表題曲のミュージック・ビデオは、世界遺産に登録されている京都の東寺で撮影が行われており、HYDEは月光菩薩や日光菩薩などの菩薩が憑依したイメージの衣装や冠を身に着けている。また、映像撮影には、楽曲制作に参加したYOSHIKIがゲスト出演している。なお、この映像は映像作家・映画監督の石橋義正がディレクターを務めている。
本作は、初回生産限定盤A（CD＋コンセプトブック）、初回生産限定盤B（CD＋DVD）、通常盤（CD）の3形態でフィジカルが発売された。初回限定盤Aには撮り下ろし写真を掲載したコンセプトブックが、初回限定盤Bには表題曲のミュージック・ビデオとドキュメンタリーを収めたDVDが付属している。
カップリングには、2018年に開催したライヴツアー「HYDE LIVE 2018」で披露していたイギリスのロックバンド、デュラン・デュランの楽曲「オーディナリー・ワールド」のカバー音源が収録されている。なお、この曲は前記のバンドが1993年に発表した約4年ぶりのアルバム『デュラン・デュラン』に収録されており、ライヴエイド以降停滞していた同バンドがシーンに戻ってきたことを象徴する楽曲に位置付けられている。HYDEはアルバム『ANTI』を発表したときに受けたインタビューの中で、この曲をカバーした経緯について「歌詞の雰囲気もちょうど自分に合ってるかもなぁ、と。一旦区切りを付けて、もう1回再スタートする感じが、ちょうどいいなと思えて」と述べている。余談だが、セルフカバーを除いたカバーのスタジオ音源がHYDE単独名義の作品に収録されるのは、2003年に発表した5thシングル「HORIZON」収録の「Lucy in the Sky with Diamonds」（ビートルズのカバー）以来6作ぶりのこととなる。

## 収録曲
| #  | タイトル                      | 作詞                                                      | 作曲                                                      | 編曲                        | 時間 |
| -- | ----------------------------- | --------------------------------------------------------- | --------------------------------------------------------- | --------------------------- | ---- |
| 1. | 「ZIPANG (Japanese Version)」 | HYDE, Nicholas Furlong                                    | HYDE, Nicholas Furlong                                    | Nicholas Furlong, hico, Ali | 3:30 |
| 2. | 「ORDINARY WORLD」            | Warren Cuccurullo, Simon Le Bon, Nick Rhodes, John Taylor | Warren Cuccurullo, Simon Le Bon, Nick Rhodes, John Taylor | hico                        | 4:46 |

## 初回生産限定盤B付属DVD
1. 「ZIPANG」ミュージックビデオ
ディレクター：石橋義正
2. 「ZIPANG」 MUSIC VIDEO ドキュメンタリー

## 参加ミュージシャン
ZIPANG (Japanese Version)
- HYDE：Vocal
- YOSHIKI：Piano
- Colin Brittain：Guitars

ORDINARY WORLD
- HYDE：Vocal
- hico：All Programming, Other Instruments
- PABLO：Guitars

## 収録アルバム
- 『ANTI』 (#1、#2)※配信版において#1は全英語詞バージョンで収録